# 圆果球虫
圆果球虫（学名：Carposphaera globosa）为光滑球虫科果球虫属的动物。分布于美国以及中国东海等海域。